# Sebastiano Filippi

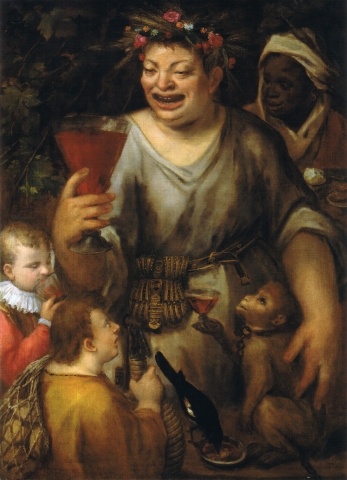
Bacchus.

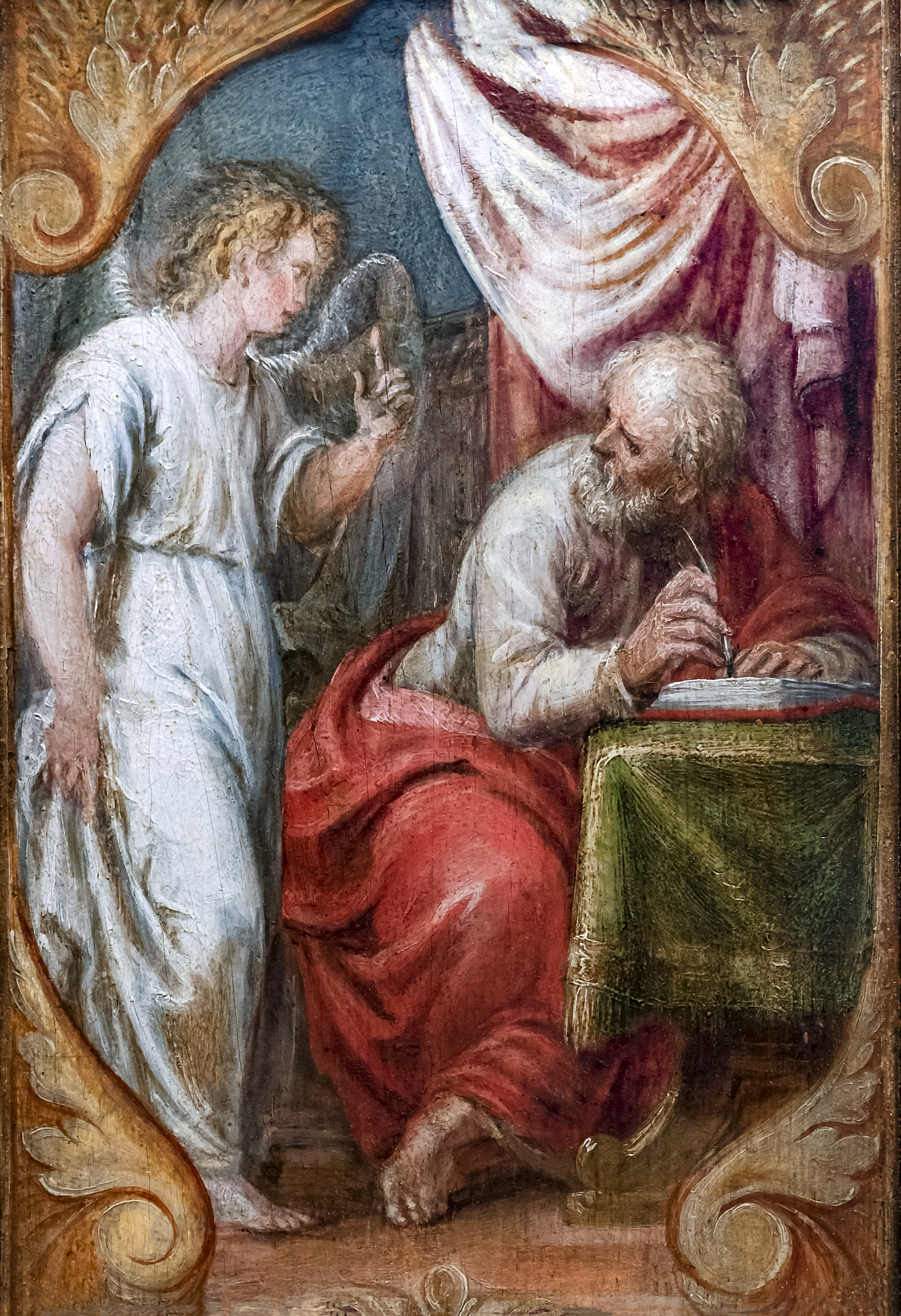
Saint Matthieu l'évangéliste - Ca' Rezzonico

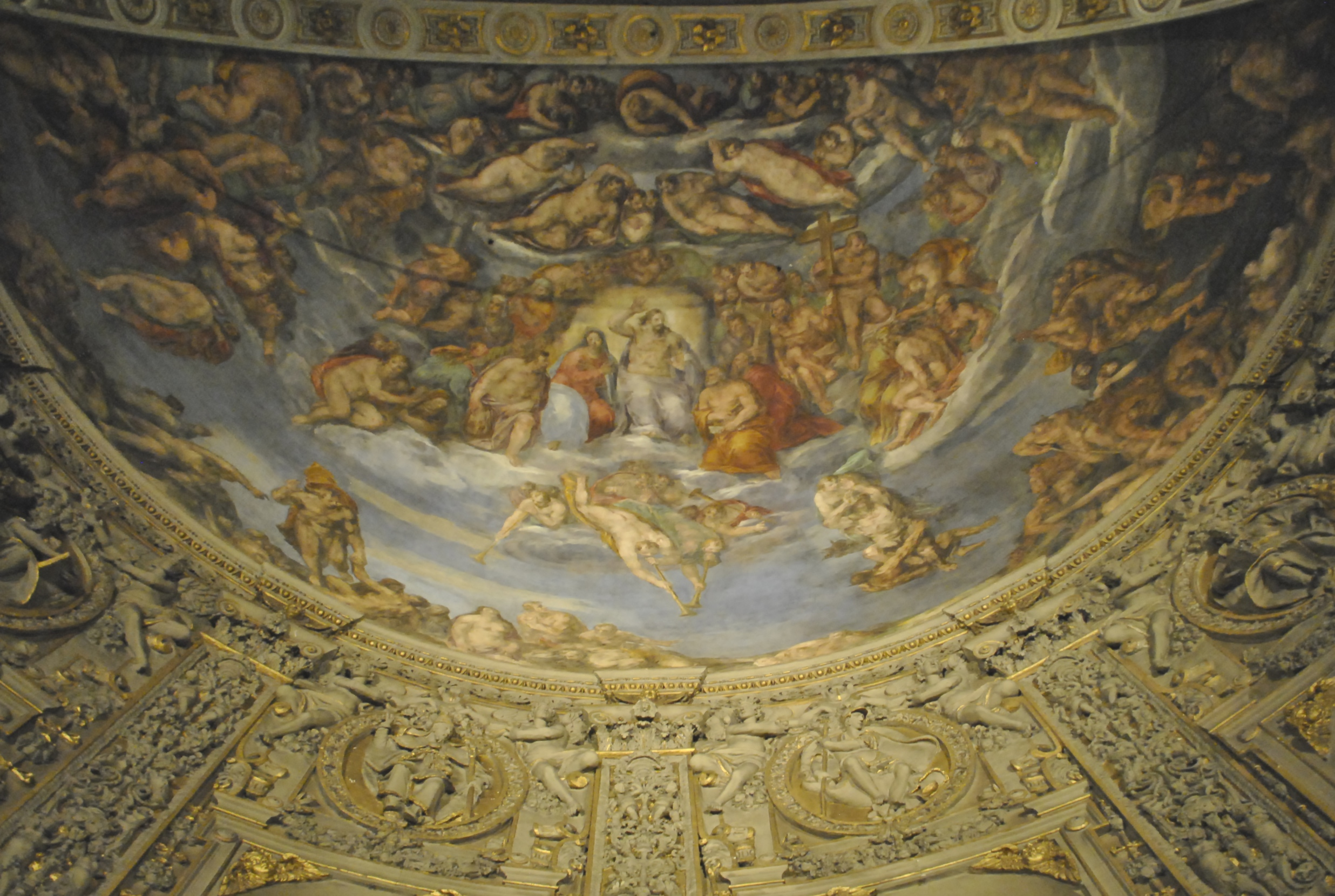
Jugement Dernier, Abside de la Cathédrale de Ferrare.

Sebastiano Filippi  dit Bastianino (Lendinara, v. 1536 – Ferrare, 23 août 1602) est un peintre italien de la Renaissance tardive de l'école de Ferrare. Roberto Longhi le qualifie de « plus grand poète du maniérisme italien après le Greco ».

## Biographie
Sebastiano Filippi est un peintre maniériste, fils du peintre Camillo Filippi.
Il a fait probablement son apprentissage avec son père et son frère (Cesare Filippi) et a participé à la réalisation d'un gonfanon de procession pour l'Oratorio dell'Annunziata à Ferrare. Il quitte Ferrare, où les commandes sont accaparées par les peintres en place Dosso Dossi, Il Garofalo et Girolamo da Carpi, et part travailler à Rome.
À Rome, recommandé par Jacopo Bonacossi, le docteur ferrarese du pape, il fait partie de l'équipe de Michel-Ange avec lequel il travaille pendant sept ans, puis en 1553, il retourne à Ferrare, où il jouit désormais de l'appui d'Alphonse IIe.
Il a peint une Madone avec Pierre et Paul à l'église de Vigarano. Dans le château d'Este, avec son père et son frère, il a peint à fresque des représentations quelque peu fantaisistes de jeux dans le Salone dei Giochi,Saletta dei Giochi et Sala dell'Aurora probablement en collaboration avec Leonardo da Brescia. Il a peint une Circoncision et une Annonciation pour l'église de San Agostino à Ferrare.
Sa peinture de 1565, La Naissance de la Vierge, rappelle la toile d'Andrea del Sarto.
Il a aussi peint de grands retables pour la Chartreuse de Ferrare, la Vision de saint Paul pour Massa Lombarda et Vierge à l'Enfant avec saints et patrons à Rovigo en 1565.
Il a peint une fresque du Jugement dernier, copié de celui de Michel-Ange, pour les deux l'église carthusiennes San Christophorus (1578) et pour le toit de l'abside de la cathédrale de Ferrare (1577-1580).
Il serait devenu aveugle vers la fin de vie. Sa notoriété locale à cette époque était partagée avec le peintre Scarsellino.

## Œuvres
- Circoncision et Annonciation, église de San Agostino, Ferrare,
- Naissance de la Vierge (1565),
- Vision de saint Paul, Massa Lombarda
- Vierge à l'Enfant avec saints et patrons (1565), Rovigo,
- Vierge en gloire avec les saints Pierre et Paul, église de la paroisse, Vigarano Pieve
- Circoncision (1562), Galerie d'art nationale, Ferrare,
- Vierge à l'Enfant (1565), Pinacoteca Nazionale, Ferrare,
- Naissance de la Vierge (1565), Pinacoteca Nazionale, Ferrare,
- L'Adoration des bergers (1565), Pinacoteca Nazionale, Ferrare,
- Vierge de l'Assomption (1565), Pinacoteca Nazionale, Ferrare,
- Sainte famille avec saint Jean (1569), Fondazione Cassa Risparmio, Cesena,
- Fresques des Salle dell'Aurora (1574-1576), Castello Estense, Ferrare,
- L'Adoration de l'enfant Jésus, Galleria Capitolina, Rome,
- Saint Grégoire pape, Fondazione Cassa Risparmio, Ferrare,
- Saint Sylvestre pape, Fondazione Cassa Risparmio, Ferrare,
- Sainte famille avec saint Jean, Fondazione Cassa Risparmio, Ferrare,
- Bacchus, Fondazione Cassa Risparmio, Ferrare,
- Annonciation (1580), église San Paolo, Ferrare,
- Circoncision (1580), église San Paolo, Ferrare,
- Résurrection (1580), église San Paolo, Ferrare,
- Annonciation  (1580-1584), Galerie d'art nationale, Ferrare #
- Vierge à l'Enfant, sainte Lucie et saint Matthieu (1582), Pinacoteca Nazionale, Ferrare,
- Le Christ dans les limbes (1585), église San Paolo, Ferrare,
- Conversion de San Romano (1580-1590), Pinacoteca Nazionale, Ferrare,
- Baptême de San Romano (1580-1590), Galerie d'art nationale, Ferrare,
- Santa Cecilia (1580-1590), Galerie d'art nationale, Ferrare,

## Sources
- (en) Cet article est partiellement ou en totalité issu de l’article de Wikipédia en anglais intitulé « Camillo Filippi » (voir la liste des auteurs).